# Mapa (Fernsehserie)
MaPa ist eine deutsche Sadcom des Video-on-Demand-Anbieters Joyn und des Rundfunks Berlin-Brandenburg nach einer Idee von Alexander Lindh mit Max Mauff in der Hauptrolle. Die Serie handelt von dem Leben des alleinerziehenden Vaters Metin Müller, der für seine einjährige Tochter neben der Vater- ebenfalls die Mutterfunktion übernimmt.
Die Erstveröffentlichung fand am 16. April 2020 bei Joyns kostenpflichtigen Subscription-Video-on-Demand-Angebot Joyn Plus+ statt. Am 17. und 18. April 2021 wurde die Serie auf dem Regionalsender rbb Fernsehen ausgestrahlt und war danach einen Monat lang kostenlos in der ARD Mediathek abrufbar. Die zweite Staffel ist am 18. Mai 2023 in der ARD Mediathek gestartet.

## Inhalt
Die Serie handelt von Metin Müller, einem in Berlin lebenden Drehbuchautor, und seinen Herausforderungen im Leben als alleinerziehender Vater einer einjährigen Tochter namens Lene. Seit dem unerwarteten Tod der Mutter von Lene und Freundin von Metin durch ein Hirnaneurysma muss Metin neben der Vaterrolle ebenfalls die Mutterrolle übernehmen. Sein neuer Status als alleinerziehender Vater verändert das Verhältnis zu seiner Familie, zu Freunden und Kollegen wie auch sein Bild von sich selbst.
In der Serie wird neben Metins Leben nach dem Tod von Emma sowohl die Zeit vor Lenes Geburt, in der sie glücklich miteinander leben, als auch der Lebensabschnitt nach der Geburt von Lene und vor Emmas Tod thematisiert, in der beide Probleme haben, ihre Elternrolle einzunehmen, und oft streiten. Ferner sind in der vierten Folge Szenen aus Metins Kindheit zu sehen.

## Besetzung

### Haupt- und Nebenbesetzung
Schauspieler, die eine wiederkehrende Haupt- und Nebenrolle spielen. Sortiert nach Folgenauftritt:
| Rolle          | Darsteller/in           | Bemerkung                                                     | Folgen   |
| -------------- | ----------------------- | ------------------------------------------------------------- | -------- |
| Metin Müller   | Max Mauff               | Partner von Emma, Vater von Lene, Sohn von Claudia            | 1–6      |
| Emma Fux       | Lia von Blarer          | Partnerin von Metin, Mutter von Lene, stirbt an Hirnaneurysma | 1–3, 5–6 |
| Claudia Müller | Lina Wendel             | Mutter von Metin, Großmutter von Lene                         | 1–4, 6   |
| Matha Rahemi   | Maryam Zaree            | Freundin von Metin, hatte eine sexuelle Beziehung mit Emma    | 1–3, 5–6 |
| Tom Augustin   | Bastian Reiber          | Freund von Metin, Ehepartner von Mia                          | 1–3, 5–6 |
| Mia Augustin   | Christin Nichols        | Ehepartnerin von Tom                                          | 1, 3     |
| Lene           | Ella Gaida / Anni Gaida | Tochter von Metin und Emma, Enkelin von Claudia               | 1–6      |

### Gastauftritte
Schauspieler, die in einer Folge oder in mehreren Folgen eine Gastrolle spielen.
| Rolle                           | Darsteller/in         | Folgen |
| ------------------------------- | --------------------- | ------ |
| Mutter auf dem Spielplatz       | Linda Marlen Runge    | 1      |
| Mutter auf dem Spielplatz       | Nanda Ben Chaabane    | 1      |
| Jugendlicher am Bahnhof         | Michelangelo Fortuzzi | 1      |
| Mitarbeiterin bei Ikea          | Sophie Hutter         | 1      |
| Kunde bei Ikea                  | Ole Eisfeld           | 1      |
| Obdachloser                     | Dustin John           | 1, 6   |
| Nachbarin von Metin             | Birthe Wolter         | 2      |
| Okay                            | Arda Görkem           | 2, 6   |
| Freund von Okay                 | Mohamed Issa          | 2, 6   |
| Polizistin                      | Çiğdem Teke           | 2      |
| Mutter von Okay                 | Meral Perin           | 2      |
| Trau- und Trauerredner          | Matthias Bundschuh    | 3      |
| Harry                           | Nicki von Tempelhoff  | 4      |
| Anna                            | Amelie Kiefer         | 4      |
| Kindergärtnerin Bia             | Katja Plodzistaya     | 4–5    |
| Oma Helga (1994)                | Maria Mägdefrau       | 4      |
| Claudia Müller (1994)           | Nathalie Thiede       | 4      |
| Metin Müller (1994)             | Martin Glukowski      | 4      |
| Drehbuchautorin Deniz           | Banafshe Hourmazdi    | 5      |
| Drehbuchautorin Sophie          | Amélie Miloy          | 5      |
| Drehbuchautor John              | Richard Kropf         | 5      |
| Laurenz                         | Björn Harras          | 5      |
| Flughafensicherheitsmitarbeiter | Tristan Seith         | 6      |
| Flugbegleiterin                 | Dela Dabulamanzi      | 6      |

## Produktion

### Entstehungsgeschichte
Die Idee zur Serie stammt von dem deutschen Drehbuchautor Alexander Lindh, der unter anderem bereits an den Serien Druck, Armans Geheimnis und Culpa – Niemand ist ohne Schuld mitgewirkt hat. In einem Interview gab er bekannt, dass die Idee während seines ersten Urlaubs mit seinem Kind und seiner Partnerin entstanden sei. Er stellte sich die Frage, wie seine Mutter es schaffte, ihn alleine zu erziehen, da er sich bereits mit Partnerin völlig überfordert fühle. Er möchte mit der Serie verdeutlichen, dass Väter „nicht weniger für ihr Kind verantwortlich sind.“
Unter dem Arbeitstitel Mappa erhielt die Serie bzw. die Produktionsfirma Readymade Films Ende März 2018 für die Entwicklungsphase eine Förderung in Höhe von 20.000 Euro durch das Medienboard Berlin-Brandenburg. Damals wurde angekündigt, dass Alexander Lindh und Sabine Steyer die Drehbücher zur Serie schreiben werden sowie Samira Radsi als Regisseurin die Serie realisieren sollte.
Im September 2019 erhielt sie schließlich eine Produktionsförderung in Höhe von 300.000 Euro erneut seitens des Medienboard Berlin-Brandenburg. Ebenfalls wurde bekannt gemacht, dass die Streaming-Plattform Joyn sowie die Landesrundfunkanstalt rbb Auftraggeber der Serie sind.
MaPa ist ein Kofferwort, bestehend aus den Wörtern Mama und Papa.

### Vorproduktion und Dreharbeiten
Produziert wurde die Sadcom von Laura Bull durch die deutsche Produktionsfirma Readymade Films unter der Leitung von Alexander Lindh und Jano Ben Chaabane als Executive Producer. Für Readymade Films war die Serie die zweite Serienproduktion nach Culpa – Niemand ist ohne Schuld, an der Lindh und Ben Chaabane als Serienerfinder, Drehbuchautoren und Regisseur ebenfalls beteiligt waren. Zudem waren die Executive Producerin Lena Wickert für Joyn sowie die rbb-Redakteurin Kerstin Freels an der Produktion beteiligt. Für das Casting war Nina Haun zuständig. Birgit Kniep-Gentis war für das Szenenbild verantwortlich.
Die Dreharbeiten für die sechs Episoden fanden unter der Regie von Jano Ben Chaabane von Oktober bis Dezember 2019 in Berlin und Potsdam statt. An den Drehbüchern waren Lindh als Head-Autor sowie Ben Chaabane, Bull, Daniel Hendler, Luisa Hardenberg und Donna Sharpe beteiligt. Während Sophie Klebba für das Kostümbild zuständig war, zeichnete Janina Kuhlmann für das Maskenbild verantwortlich. Tobias Koppe fungierte als Kameramann.

### Postproduktion
Federführend für den Schnitt war Felix Rudek zuständig, Tim Schwerdter als Komponist für die Musik.
Statt eines Vorspanns werden innerhalb der ersten Minuten einer Folge jeweils unterschiedliche Firmenlogos gezeigt mit dem Serientitel als Firmennamen, beispielsweise als Umzugsunternehmen oder Reisebüro. Dabei ertönt die Titelmelodie. Es gibt nur in der ersten Folge Cast und Crew Credits, gestaltet und animiert von Carmen Prinz.

## Veröffentlichung

### Deutschsprachiger Raum
Der erste Trailer mit Ausschnitten aus der Serie wurde am 8. April 2020 auf dem YouTube-Kanal der Streamingplattform Joyn veröffentlicht.
Die Erstveröffentlichung aller sechs Folgen fand eine Woche später am 16. April 2020 bei Joyns kostenpflichtigen Subscription-Video-on-Demand-Angebot Joyn Plus+ statt. Sie war die zweite kostenpflichtige, eigenproduzierte Fernsehserie bei Joyn Plus+, nachdem im Dezember 2019 die Thriller-Serie Dignity veröffentlicht wurde.
Im linearen Fernsehen wurde die Serie am 17. und 18. April 2021 ab ca. 22 Uhr mit jeweils drei Folgen am Stück auf dem Regionalsender rbb Fernsehen gezeigt. Nach der TV-Ausstrahlung sind die Episoden ebenfalls kostenlos in der ARD Mediathek für 30 Tage abrufbar.

### International
Für den weltweiten Vertrieb ist das Unternehmen Beta Film zuständig.

## Episodenliste
| Nr. (ges.) | Nr. (St.) | Originaltitel                                          | Regie             | Drehbuch                      |
| --- | --------- | ------------------------------------------------------ | ----------------- | ----------------------------- |
| 1 | 1         | Die Klobürste                                          | Jano Ben Chaabane | Alexander Lindh               |
| 2 | 2         | Mama                                                   | Jano Ben Chaabane | Daniel Hendler                |
| 3 | 3         | Trau(er)                                               | Jano Ben Chaabane | Alexander Lindh               |
| 4 | 4         | Altes Ego                                              | Jano Ben Chaabane | Jano Ben Chaabane, Laura Bull |
| 5 | 5         | Was zählt ist jetzt                                    | Jano Ben Chaabane | Luisa Hardenberg              |
| 6 | 6         | Emma                                                   | Jano Ben Chaabane | Donna Sharpe                  |
| 7 | 1         | Zombie sagt man nicht                                  | Jano Ben Chaabane | Alexander Lindh               |
| 8 | 2         | Lauf davon                                             | Jano Ben Chaabane | Alexander Lindh               |
| 9 | 3         | Knotenpunkte                                           | Jano Ben Chaabane | Alexander Lindh               |
| 10 | 4         | Spiel mir das Lied von Messer Metin und Lene Löwenherz | Jano Ben Chaabane | Alexander Lindh               |
| 11 | 5         | 6                                                      | Jano Ben Chaabane | Alexander Lindh               |
| 12 | 6         | Delfine sind gefährlicher als Haie                     | Jano Ben Chaabane | Jano Ben Chaabane             |
| Die sechs Folgen der ersten Staffel wurden am 16. April 2020 auf Joyn Plus+ veröffentlicht. Die sechs Folgen der zweiten Staffel wurden am 18. Mai 2023 in der Mediathek der ARD veröffentlicht. |           |                                                        |                   |                               |

## Rezeption

### Kritik
Die Serie wurde in den deutschen Medien überwiegend positiv rezipiert. Für den Kulturjournalisten Oliver Kaever ist sie eine außergewöhnliche und ausgezeichnete Serie, da die Darstellung des echten Lebens gelungen sei. Jeder Satz und jedes Bild der Szenen fühlen sich den Wirklichkeiten entsprechend an. Die Sadcom rühre die Zuschauer zu Tränen; ferner, weil Trauer und Schmerz nicht wegdramaturgisiert werde.  Ebenfalls rezipiert die BR24-Kulturjournalistin Vanessa Schneider, dass die Serie wie die Realität schräg, tiefgründig und etwas anstrengend sei. Alexander Lindh und die weiteren Drehbuchautoren brächten in die Serie eine seltene, lebensechte Mischung von Melancholie und Galgenhumor zusammen, die es bisher nur in britischen Serien gebe. Daher sei die Serie sehenswert. Beim Online-Medienmagazin DWDL.de schrieb Kevin Hennings gleicherweise, dass die erste deutsche Sadcom ein regionaler Pionier sei, der außerordentlich gutes Fernsehen darstelle. Sie erde den Zuschauer, der sich aufgrund der durch die COVID-19-Pandemie ausgelösten Isolation über den Zustand seines Lebens beschwert. Nach Sabine Winkler auf welt.de gäbe es in der Serie sehr viele traurige und witzige Momente sowie romantisch komödische Szenen. Gesellschaftskritik sei ebenfalls vorhanden.
Laut dem Medienkritiker Hans Hoff könne man die Geschichte zur Serie hoffnungslos naiv und seifig finden, aber man könne sich auch dem betörend-melancholischen Grundton ausliefern und in die Hauptfigur Metin einfühlen. Christian Lukas des Online-Medienmagazins Quotenmeter.de kritisiert die Serie negativ. Die Serie sei ein eher durchwachsenes Vergnügen. Wer mit dem Herzen die Serie schaue, bliebe am Ende der Staffel enttäuscht zurück.
Gemäß den Serienkritikern von Die Zeit und Zeit Online gehört MaPa zu den zehn besten Serien des Jahres 2020. Die Redakteurin Carolin Ströbele ist der Meinung, dass die Serie zwar unkonventionell, dabei aber durchaus unterhaltsam sei. Vor allem aber sei sie eine anrührende wie realistische Schilderung von Trauer.

### Auszeichnungen
Die Serie wurde für den Deutschen Fernsehpreis 2020 in der Kategorie Beste Drama-Serie und für den Grimme-Preis 2021 in der Kategorie Fiktion nominiert.

### Kontroverse um eine zweite Staffel
Am 27. Dezember 2020 veröffentlichte Alexander Lindh über Twitter die Information, dass Drehbücher für die zweite Staffel bereits konzipiert seien. Jedoch habe Joyn sich gegen eine zweite Staffel entschieden, obwohl die erste Staffel gute Abrufzahlen und Rezeptionen erreicht habe. Der Rundfunk Berlin-Brandenburg, das Medienboard Berlin-Brandenburg sowie Beta Film hätten, wie bereits bei der ersten Staffel, die Serie zur Hälfte mitfinanziert. Zwei Tage später bestätigte eine Joyn-Sprecherin die Absetzung der Serie, widersprach aber Lindh bezüglich der Abrufzahlen. Die Serie habe nicht die erhofften Zuschauer gefunden. Diese Aussage wiederum widersprach den Äußerungen von Joyns Co-Geschäftsführerin Katja Hofem in einem Blickpunkt:Film-Interview im August 2020. Laut Hofem sei die Serie ein Erfolg gewesen.
In einem Interview mit dem Online-Medienmagazin Quotenmeter.de beklagte der Regisseur Jano Ben Chaabane im April 2021, dass seitens Joyn keine konkreten Zuschauerzahlen gegeben wurden. Nur ein paar vage Aussagen seien getätigt worden.
Eine zweite Staffel wurde 2023 veröffentlicht. Im Frühjahr 2022 wurden die sechs neuen Folgen angekündigt und mit der Produktion bereits begonnen.
Die zweite Staffel wurde ab dem 18. Mai 2023 zunächst exklusiv in der ARD-Mediathek zum Abruf veröffentlicht. Für den 26. Mai 2023 ist der lineare TV-Start bei Das Erste geplant.

## Trivia
Als Filmmusik findet unter anderem Hannes Waders Um eine bess’re Welt zu schaffen Verwendung. Es ist eine freie Übertragung des griechischen Sto Perigiali To Krifo (dt. An der geheimen Meeresküste) von Giorgos Seferis mit der Musik von Mikis Theodorakis aus Waders Album Noch hier – Was ich noch singen wollte. Davor hatte er es auf dem Album „Nah dran“ und auf „Der Rebell“ veröffentlicht.